# Unkana sapporona
Unkana sapporona är en insektsart som beskrevs av Matsumura 1935. Unkana sapporona ingår i släktet Unkana och familjen sporrstritar. Inga underarter finns listade i Catalogue of Life.